# Copa Mundial de Tenis Juvenil 2010
La Copa Mundial de Tenis Juvenil 2010 corresponde a la 20.ª edición del torneo de tenis para menores de 14 años más importante por naciones. Participaron 16 equipos en total en el Mundial.

## Equipos participantes
| Equipos Participantes Mundial de Tenis Junior 2010 | Equipos Participantes Mundial de Tenis Junior 2010 | Equipos Participantes Mundial de Tenis Junior 2010 | Equipos Participantes Mundial de Tenis Junior 2010 | Equipos Participantes Mundial de Tenis Junior 2010 | Equipos Participantes Mundial de Tenis Junior 2010 | Equipos Participantes Mundial de Tenis Junior 2010 | Equipos Participantes Mundial de Tenis Junior 2010 |
| Argentina                                          | Australia                                          | Chile                                              | China                                              | Corea del Sur                                      | Estados Unidos                                     | Francia                                            | Italia                                             |
| Japón                                              | México                                             | Polonia                                            | Reino Unido                                        | Rep.Checa                                          | Rusia                                              | Sudáfrica                                          | Venezuela                                          |
| -------------------------------------------------- | -------------------------------------------------- | -------------------------------------------------- | -------------------------------------------------- | -------------------------------------------------- | -------------------------------------------------- | -------------------------------------------------- | -------------------------------------------------- |

## Resultados

### Primera Fase

#### Grupo A
| Equipo    | Partidos | Juegos |
| --------- | -------- | ------ |
| Rusia     | 3 - 0    | 7 - 2  |
| Francia   | 2 - 1    | 6 - 3  |
| Japón     | 1 - 2    | 3 - 6  |
| Argentina | 0 - 3    | 2 - 7  |

#### Grupo B
| Equipo          | Partidos | Juegos |
| --------------- | -------- | ------ |
| Chile           | 3 - 0    | 9 - 0  |
| Australia       | 2 - 1    | 6 - 3  |
| República Checa | 1 - 2    | 2 - 7  |
| Sudáfrica       | 0 - 3    | 1 - 8  |

| | Bandera de República Checa | República Checa                  | 0     | 3 | Australia | Bandera de Australia |  |
| --- | -------------------------- | -------------------------------- | ----- | - | --------- | -------------------- |  |
| Court 10, Prostejov, República Checa 2 de agosto de 2010 |                            |                                  |       |   |           |                      |  |
| \| 1 \| \| David Poljak \| 1 \| 3 \| \| \| \| \| 1 \| \| Blake Mott \| 6 \| 6 \| \| \| \| \| 2 \| \| Jaroslav Vondrasek \| 1 \| 2 \| \| \| \| \| 2 \| \| Thanasi Kokkinakis \| 6 \| 6 \| \| \| \| \| 3 \| \| Zdenek Derkas-Jaroslav Vondrasek \| 6 \| 1 \| \| \| \| \| 3 \| \| Thanasi Kokkinakis-Blake Mott \| 7 (5) \| 6 \| \| \| \| |                            |                                  |       |   |           |                      |  |
| 1 | Bandera de República Checa | David Poljak                     | 1     | 3 |           |                      |  |
| 1 | Bandera de Australia       | Blake Mott                       | 6     | 6 |           |                      |  |
| 2 | Bandera de República Checa | Jaroslav Vondrasek               | 1     | 2 |           |                      |  |
| 2 | Bandera de Australia       | Thanasi Kokkinakis               | 6     | 6 |           |                      |  |
| 3 | Bandera de República Checa | Zdenek Derkas-Jaroslav Vondrasek | 6     | 1 |           |                      |  |
| 3 | Bandera de Australia       | Thanasi Kokkinakis-Blake Mott    | 7 (5) | 6 |           |                      |  |

| | Bandera de Sudáfrica | Sudáfrica                            | 0 | 3 | Chile | Bandera de Chile |  |
| --- | -------------------- | ------------------------------------ | - | - | ----- | ---------------- |  |
| Court "O" 3, Prostejov, República Checa 2 de agosto de 2010 |                      |                                      |   |   |       |                  |  |
| \| 1 \| \| Trent Botha \| 1 \| 2 \| \| \| \| \| 1 \| \| Christian Garín \| 6 \| 6 \| \| \| \| \| 2 \| \| Lloyd Harris \| 4 \| 2 \| \| \| \| \| 2 \| \| Bastián Malla \| 6 \| 6 \| \| \| \| \| 3 \| \| Trent Botha-Lloyd Harris \| 2 \| 2 \| \| \| \| \| 3 \| \| Christian Garín-Sebastián Santibáñez \| 6 \| 6 \| \| \| \| |                      |                                      |   |   |       |                  |  |
| 1 | Bandera de Sudáfrica | Trent Botha                          | 1 | 2 |       |                  |  |
| 1 | Bandera de Chile     | Christian Garín                      | 6 | 6 |       |                  |  |
| 2 | Bandera de Sudáfrica | Lloyd Harris                         | 4 | 2 |       |                  |  |
| 2 | Bandera de Chile     | Bastián Malla                        | 6 | 6 |       |                  |  |
| 3 | Bandera de Sudáfrica | Trent Botha-Lloyd Harris             | 2 | 2 |       |                  |  |
| 3 | Bandera de Chile     | Christian Garín-Sebastián Santibáñez | 6 | 6 |       |                  |  |

| | Bandera de Chile           | Chile                            | 3 | 0 | República Checa | Bandera de República Checa |  |
| --- | -------------------------- | -------------------------------- | - | - | --------------- | -------------------------- |  |
| Court 1, Prostejov, República Checa 3 de agosto de 2010 |                            |                                  |   |   |                 |                            |  |
| \| 1 \| \| Christian Garín \| 6 \| 6 \| \| \| \| \| 1 \| \| David Poljak \| 4 \| 2 \| \| \| \| \| 2 \| \| Bastián Malla \| 6 \| 6 \| \| \| \| \| 2 \| \| Jaroslav Vondrasek \| 4 \| 3 \| \| \| \| \| 3 \| \| Christian Garín-Bastián Malla \| 6 \| 6 \| \| \| \| \| 3 \| \| Zdenek Derkas-Jaroslav Vondrasek \| 0 \| 3 \| \| \| \| |                            |                                  |   |   |                 |                            |  |
| 1 | Bandera de Chile           | Christian Garín                  | 6 | 6 |                 |                            |  |
| 1 | Bandera de República Checa | David Poljak                     | 4 | 2 |                 |                            |  |
| 2 | Bandera de Chile           | Bastián Malla                    | 6 | 6 |                 |                            |  |
| 2 | Bandera de República Checa | Jaroslav Vondrasek               | 4 | 3 |                 |                            |  |
| 3 | Bandera de Chile           | Christian Garín-Bastián Malla    | 6 | 6 |                 |                            |  |
| 3 | Bandera de República Checa | Zdenek Derkas-Jaroslav Vondrasek | 0 | 3 |                 |                            |  |

| | Bandera de Australia | Australia                  | 3 | 0 | Sudáfrica | Bandera de Sudáfrica |  |
| --- | -------------------- | -------------------------- | - | - | --------- | -------------------- |  |
| Court 2, Prostejov, República Checa 3 de agosto de 2010 |                      |                            |   |   |           |                      |  |
| \| 1 \| \| Blake Mott \| 6 \| 6 \| \| \| \| \| 1 \| \| Philip Franken \| 2 \| 1 \| \| \| \| \| 2 \| \| Thanasi Kokkinakis \| 6 \| 6 \| \| \| \| \| 2 \| \| Lloyd Harris \| 0 \| 0 \| \| \| \| \| 3 \| \| Blake Mott-Li Tu \| 7 \| 6 \| \| \| \| \| 3 \| \| Trent Botha-Philip Franken \| 5 \| 2 \| \| \| \| |                      |                            |   |   |           |                      |  |
| 1 | Bandera de Australia | Blake Mott                 | 6 | 6 |           |                      |  |
| 1 | Bandera de Sudáfrica | Philip Franken             | 2 | 1 |           |                      |  |
| 2 | Bandera de Australia | Thanasi Kokkinakis         | 6 | 6 |           |                      |  |
| 2 | Bandera de Sudáfrica | Lloyd Harris               | 0 | 0 |           |                      |  |
| 3 | Bandera de Australia | Blake Mott-Li Tu           | 7 | 6 |           |                      |  |
| 3 | Bandera de Sudáfrica | Trent Botha-Philip Franken | 5 | 2 |           |                      |  |

| | Bandera de Australia | Australia                          | 0 | 3 | Chile | Bandera de Chile |  |
| --- | -------------------- | ---------------------------------- | - | - | ----- | ---------------- |  |
| Court 10, Prostejov, República Checa 4 de agosto de 2010 |                      |                                    |   |   |       |                  |  |
| \| 1 \| \| Blake Mott \| 6 \| 0 \| 11 \| \| \| \| 1 \| \| Christian Garín \| 1 \| 6 \| 13 \| \| \| \| 2 \| \| Thanasi Kokkinakis \| 4 \| 1 \| \| \| \| \| 2 \| \| Bastián Malla \| 6 \| 6 \| \| \| \| \| 3 \| \| Thanasi Kokkinakis-Li Tu \| 0 \| 6 \| 6 \| \| \| \| 3 \| \| Bastián Malla-Sebastián Santibáñez \| 6 \| 3 \| 8 \| \| \| |                      |                                    |   |   |       |                  |  |
| 1 | Bandera de Australia | Blake Mott                         | 6 | 0 | 11    |                  |  |
| 1 | Bandera de Chile     | Christian Garín                    | 1 | 6 | 13    |                  |  |
| 2 | Bandera de Australia | Thanasi Kokkinakis                 | 4 | 1 |       |                  |  |
| 2 | Bandera de Chile     | Bastián Malla                      | 6 | 6 |       |                  |  |
| 3 | Bandera de Australia | Thanasi Kokkinakis-Li Tu           | 0 | 6 | 6     |                  |  |
| 3 | Bandera de Chile     | Bastián Malla-Sebastián Santibáñez | 6 | 3 | 8     |                  |  |

| | Bandera de República Checa | República Checa                  | 2     | 1 | Sudáfrica | Bandera de Sudáfrica |  |
| --- | -------------------------- | -------------------------------- | ----- | - | --------- | -------------------- |  |
| Court "O" 3, Prostejov, República Checa 4 de agosto de 2010 |                            |                                  |       |   |           |                      |  |
| \| 1 \| \| David Poljak \| 6 \| 5 \| \| \| \| \| 1 \| \| Philip Franken \| 7 (4) \| 7 \| \| \| \| \| 2 \| \| Jaroslav Vondrasek \| 6 \| 6 \| \| \| \| \| 2 \| \| Lloyd Harris \| 2 \| 3 \| \| \| \| \| 3 \| \| Zdenek Derkas-Jaroslav Vondrasek \| 6 \| 6 \| \| \| \| \| 3 \| \| Trent Botha-Philip Franken \| 1 \| 3 \| \| \| \| |                            |                                  |       |   |           |                      |  |
| 1 | Bandera de República Checa | David Poljak                     | 6     | 5 |           |                      |  |
| 1 | Bandera de Sudáfrica       | Philip Franken                   | 7 (4) | 7 |           |                      |  |
| 2 | Bandera de República Checa | Jaroslav Vondrasek               | 6     | 6 |           |                      |  |
| 2 | Bandera de Sudáfrica       | Lloyd Harris                     | 2     | 3 |           |                      |  |
| 3 | Bandera de República Checa | Zdenek Derkas-Jaroslav Vondrasek | 6     | 6 |           |                      |  |
| 3 | Bandera de Sudáfrica       | Trent Botha-Philip Franken       | 1     | 3 |           |                      |  |

#### Grupo C
| Equipo  | Partidos | Juegos |
| ------- | -------- | ------ |
| Italia  | 3 - 0    | 8 - 1  |
| Polonia | 2 - 1    | 6 - 3  |
| China   | 1 - 2    | 3 - 6  |
| México  | 0 - 3    | 1 - 8  |

#### Grupo D
| Equipo         | Partidos | Juegos |
| -------------- | -------- | ------ |
| Gran Bretaña   | 2 - 1    | 6 - 3  |
| Estados Unidos | 2 - 1    | 6 - 3  |
| Colombia       | 1 - 2    | 5 - 4  |
| Venezuela      | 0 - 3    | 1 - 8  |

### Ronda final

#### 13° a 16° Lugar
|  | Semifinales | Semifinales |   |  | Final           | Final |  |
|  |             |             |   |  |                 |       |  |
|  | 5 de agosto |             |   |  |                 |       |  |
|  | Argentina   | 3           |   |  |                 |       |  |
|  | Sudáfrica   | 0           |   |  |                 |       |  |
|  |             |             |   |  |                 |       |  |
|  |             |             |   |  | 6 y 7 de agosto |       |  |
|  |             |             |   |  | Argentina       | 2     |  |
|  |             | México      | 0 |  |                 |       |  |
|  |             |             |   |  |                 |       |  |
|  |             |             |   |  |                 |       |  |
|  |             |             |   |  |                 |       |  |
|  | 5 de agosto |             |   |  |                 |       |  |
|  | México      | 3           |   |  |                 |       |  |
|  | Venezuela   | 0           |   |  |                 |       |  |

#### 9° a 12° Lugar
|  | Semifinales     | Semifinales   |   |  | Final           | Final |  |
|  |                 |               |   |  |                 |       |  |
|  | 5 de agosto     |               |   |  |                 |       |  |
|  | Japón           | 3             |   |  |                 |       |  |
|  | República Checa | 0             |   |  |                 |       |  |
|  |                 |               |   |  |                 |       |  |
|  |                 |               |   |  | 6 y 7 de agosto |       |  |
|  |                 |               |   |  | Japón           | 0     |  |
|  |                 | Corea del Sur | 2 |  |                 |       |  |
|  |                 |               |   |  |                 |       |  |
|  |                 |               |   |  |                 |       |  |
|  |                 |               |   |  |                 |       |  |
|  | 5 de agosto     |               |   |  |                 |       |  |
|  | China           | 1             |   |  |                 |       |  |
|  | Corea del Sur   | 2             |   |  |                 |       |  |

#### 5° a 8° Lugar
|  | Semifinales    | Semifinales |   |  | Final           | Final |  |
|  |                |             |   |  |                 |       |  |
|  | 5 de agosto    |             |   |  |                 |       |  |
|  | Francia        | 2           |   |  |                 |       |  |
|  | Australia      | 1           |   |  |                 |       |  |
|  |                |             |   |  |                 |       |  |
|  |                |             |   |  | 6 y 7 de agosto |       |  |
|  |                |             |   |  | Francia         | 2     |  |
|  |                | Polonia     | 1 |  |                 |       |  |
|  |                |             |   |  |                 |       |  |
|  |                |             |   |  |                 |       |  |
|  |                |             |   |  |                 |       |  |
|  | 5 de agosto    |             |   |  |                 |       |  |
|  | Polonia        | 2           |   |  |                 |       |  |
|  | Estados Unidos | 1           |   |  |                 |       |  |

#### 1° a 4° Lugar
|  | Semifinales            | Semifinales            |   |                        | Final                  | Final |  |
|  |                        |                        |   |                        |                        |       |  |
|  |                        |                        |   |                        |                        |       |  |
|  | 5 de agosto, Prostejov |                        |   |                        |                        |       |  |
|  | Chile                  | 2                      |   |                        |                        |       |  |
|  | Rusia                  | 1                      |   |                        |                        |       |  |
|  |                        |                        |   |                        |                        |       |  |
|  |                        |                        |   |                        | 7 de agosto, Prostejov |       |  |
|  |                        |                        |   |                        | Chile                  | 2     |  |
|  |                        | Italia                 | 1 |                        |                        |       |  |
|  |                        |                        |   |                        |                        |       |  |
|  |                        |                        |   |                        |                        |       |  |
|  |                        |                        |   |                        | Tercer lugar           |       |  |
|  | 5 de agosto, Prostejov | 5 de agosto, Prostejov |   | 7 de agosto, Prostejov | 7 de agosto, Prostejov |       |  |
|  | Italia                 | 2                      |   | Rusia                  | 2                      |       |  |
|  | Gran Bretaña           | 1                      |   |                        | Gran Bretaña           | 0     |  |

#### Semifinales
| | Bandera de Chile | Chile                              | 2 | 1 | Rusia | Bandera de Rusia |  |
| --- | ---------------- | ---------------------------------- | - | - | ----- | ---------------- |  |
| Court Central, Prostejov, República Checa 5 de agosto de 2010 |                  |                                    |   |   |       |                  |  |
| \| 1 \| \| Christian Garín \| 7 \| 3 \| 4 \| \| \| \| 1 \| \| Dmitri Popkó \| 5 \| 6 \| 6 \| \| \| \| 2 \| \| Bastián Malla \| 6 \| 6 \| \| \| \| \| 2 \| \| Aleksandr Chepelev \| 4 \| 1 \| \| \| \| \| 3 \| \| Christian Garín-Bastián Malla \| 4 \| 6 \| 6 \| \| \| \| 3 \| \| Aleksandr Chepelev-Daniil Medvédev \| 6 \| 2 \| 1 \| \| \| |                  |                                    |   |   |       |                  |  |
| 1 | Bandera de Chile | Christian Garín                    | 7 | 3 | 4     |                  |  |
| 1 | Bandera de Rusia | Dmitri Popkó                       | 5 | 6 | 6     |                  |  |
| 2 | Bandera de Chile | Bastián Malla                      | 6 | 6 |       |                  |  |
| 2 | Bandera de Rusia | Aleksandr Chepelev                 | 4 | 1 |       |                  |  |
| 3 | Bandera de Chile | Christian Garín-Bastián Malla      | 4 | 6 | 6     |                  |  |
| 3 | Bandera de Rusia | Aleksandr Chepelev-Daniil Medvédev | 6 | 2 | 1     |                  |  |

| | Bandera de Italia       | Italia                             | 2 | 1 | Reino Unido | Bandera del Reino Unido |  |
| --- | ----------------------- | ---------------------------------- | - | - | ----------- | ----------------------- |  |
| Court 1, Prostejov, República Checa 5 de agosto de 2010 |                         |                                    |   |   |             |                         |  |
| \| 1 \| \| Filippo Baldi \| 3 \| 6 \| 6 \| \| \| \| 1 \| \| Peter Ashley \| 6 \| 4 \| 4 \| \| \| \| 2 \| \| Gianluigi Quinzi \| 7 \| 6 \| \| \| \| \| 2 \| \| Joshua Sapwell \| 5 \| 3 \| \| \| \| \| 3 \| \| Filippo Baldi-Gianluigi Quinzi \| 5 \| 1 \| \| \| \| \| 3 \| \| Joshua Sapwell-Alexander Sendegeya \| 7 \| 6 \| \| \| \| |                         |                                    |   |   |             |                         |  |
| 1 | Bandera de Italia       | Filippo Baldi                      | 3 | 6 | 6           |                         |  |
| 1 | Bandera del Reino Unido | Peter Ashley                       | 6 | 4 | 4           |                         |  |
| 2 | Bandera de Italia       | Gianluigi Quinzi                   | 7 | 6 |             |                         |  |
| 2 | Bandera del Reino Unido | Joshua Sapwell                     | 5 | 3 |             |                         |  |
| 3 | Bandera de Italia       | Filippo Baldi-Gianluigi Quinzi     | 5 | 1 |             |                         |  |
| 3 | Bandera del Reino Unido | Joshua Sapwell-Alexander Sendegeya | 7 | 6 |             |                         |  |

#### 3° y 4° Puesto
| | Bandera del Reino Unido | Reino Unido                        | 0 | 2     | Rusia | Bandera de Rusia |  |
| --- | ----------------------- | ---------------------------------- | - | ----- | ----- | ---------------- |  |
| Court 2, Prostejov, República Checa 7 de agosto de 2010 |                         |                                    |   |       |       |                  |  |
| \| 1 \| \| Peter Ashley \| 4 \| 7 (3) \| 4 \| \| \| \| 1 \| \| Dmitri Popkó \| 6 \| 6 \| 6 \| \| \| \| 2 \| \| Joshua Sapwell \| 5 \| 6 \| \| \| \| \| 2 \| \| Deniil Medvedev \| 7 \| 7 (4) \| \| \| \| \| 3 \| \| Joshua Sapwell-Alexander Sendegeya \| \| \| \| \| \| \| 3 \| Aleksandr Chepelev-Daniil Medvédev \| \| \| \| \| \| \| |                         |                                    |   |       |       |                  |  |
| 1 | Bandera del Reino Unido | Peter Ashley                       | 4 | 7 (3) | 4     |                  |  |
| 1 | Bandera de Rusia        | Dmitri Popkó                       | 6 | 6     | 6     |                  |  |
| 2 | Bandera del Reino Unido | Joshua Sapwell                     | 5 | 6     |       |                  |  |
| 2 | Bandera de Rusia        | Deniil Medvedev                    | 7 | 7 (4) |       |                  |  |
| 3 | Bandera del Reino Unido | Joshua Sapwell-Alexander Sendegeya |   |       |       |                  |  |
| 3 | Bandera de Rusia        | Aleksandr Chepelev-Daniil Medvédev |   |       |       |                  |  |

#### Final
| | Bandera de Italia | Italia                         | 1 | 2 | Chile | Bandera de Chile |  |
| --- | ----------------- | ------------------------------ | - | - | ----- | ---------------- |  |
| Court Central, Prostejov, República Checa 7 de agosto de 2010 |                   |                                |   |   |       |                  |  |
| \| 1 \| \| Filippo Baldi \| 2 \| 6 \| \| \| \| \| 1 \| \| Christian Garín \| 6 \| 7 \| \| \| \| \| 2 \| \| Gianluigi Quinzi \| 6 \| 7 \| \| \| \| \| 2 \| \| Bastián Malla \| 4 \| 5 \| \| \| \| \| 3 \| \| Filippo Baldi-Gianluigi Quinzi \| 1 \| 3 \| \| \| \| \| 3 \| \| Christian Garín-Bastián Malla \| 6 \| 6 \| \| \| \| |                   |                                |   |   |       |                  |  |
| 1 | Bandera de Italia | Filippo Baldi                  | 2 | 6 |       |                  |  |
| 1 | Bandera de Chile  | Christian Garín                | 6 | 7 |       |                  |  |
| 2 | Bandera de Italia | Gianluigi Quinzi               | 6 | 7 |       |                  |  |
| 2 | Bandera de Chile  | Bastián Malla                  | 4 | 5 |       |                  |  |
| 3 | Bandera de Italia | Filippo Baldi-Gianluigi Quinzi | 1 | 3 |       |                  |  |
| 3 | Bandera de Chile  | Christian Garín-Bastián Malla  | 6 | 6 |       |                  |  |